# Dievs, svētī Latviju
Dievs, svētī Latviju ("Dio benedica la Lettonia") è l'inno nazionale della Lettonia.

## Storia
Il testo e la musica sono stati composti da Kārlis Baumanis (1834-1904) nel 1873. La solenne melodia venne presentata ad un festival di canzoni, e divenne per i lettoni simbolo di libertà dal dominio russo. Nel 1918 il brano fu proclamato inno nazionale della Lettonia indipendente. Sotto il dominio sovietico l'inno fu abolito dal 1940 al 1991, sostituito da un inno realizzato appositamente per la Repubblica socialista sovietica di Lettonia. Con la ritrovata indipendenza del 1991, è ritornato inno nazionale.

## Testo originale
| Dievs, svētī Latviju, Mūs' dārgo tēviju, Svētī jel Latviju, Ak, svētī jel to! Kur latvju meitas zied, Kur latvju dēli dzied, Laid mums tur laimē diet, Mūs' Latvijā! |  | Dio, benedici la Lettonia, La nostra cara patria Benedici quindi la Lettonia Oh, benedicila ordunque! Là dove fioriscono le figlie di Lettonia Là dove cantano i figli di Lettonia Permettici di danzare in quei posti felici Nella nostra Lettonia! |